# Javier Higuera Yela
Javier Higuera Yela (Málaga, 1957 – Madrid, 25 de mayo de 2025) fue un arquitecto español. Fundador del estudio HCP. Considerado uno de los cien mejores arquitectos del mundo, manteniéndose en 2025 en la lista World Architecture 100.

## Biografía
Javier Higuera, tras estudiar en la Escuela Técnica Superior de Arquitectura de Sevilla (1978-1983) fundó, junto a su socio Alejandro Pérez Martínez, el estudio HCP (1986). El estudio, que comenzó en Málaga, con un equipo de cinco personas y proyectos locales —una heladería en Mijas (Málaga)— experimentó un crecimiento progresivo hasta contar con más de un centenar de empleados repartidos por: Málaga, Madrid (2000) y Sevilla (España); Baréin (2005), y Riad (Arabía Saudita, 2024). Además trabajo en colaboración con otros estudios de arquitectura, en otros países europeos, africanos y de Oriente Medio.
Posteriormente se incorporarón al estudio HCP, Mario Romero (Dirección Técnica) y José Luis Moreno (Coordinación General del estudio).
Entre otros proyectos, HCP desarrolló más de 3000 proyectos, entre los que se encuentran, la construcción de más de 60.000 viviendas, diecinueve hoteles y veinte espacios comerciales. En 2022, el estudio ocupó el cuarto puesto en volumen de facturación en España, con unas ventas de casi diez millones de euros. En 2025, el estudio trabaja en 36 países. Entre otros proyectos, han realizado en España:  el hotel Banyan Tree (Marbella), el complejo residencial Jade Tower (Fuengirola); y en el extranjero: el Centro de Alto Rendimiento y el Wave Garden (Baréin), 1.500 viviendas de lujo (a cien kilómetros de Alejandría) y parte del diseño de las infraestructuras del aeropuerto internacional (El Cairo), el Oil Field Center (Arabia Saudíita), y un centro hospitalario Al Khobar (Arabia Saudita).
Javier Higuera realizó una trayectoria caracterizada por la expansión internacional, la innovación arquitectónica y el compromiso con Málaga, su ciudad natal donde mantuvo la sede central del estudio.
Javier, que padecía de parkinson desde hacía unos años, falleció inesperadamente el 25 de mayo de 2025.
Javier estaba casado con Elisa Mata Lastre. El matrimonio tuvo cuatro hijos: Javier, Elisa, Jacobo y Jaime Higuera Mata.

## Premios y distinciones
Javier Higuera recibió, entre otros estos premios:
- Mención especial en los Premios de Arquitectura e Interiorismo de Porcelanosa (2019).[11]
- Mención en los premios Málaga (2020), otorgado por el Colegio Oficial de Arquitectos de Málaga.[5]
- Premio internacional al 'Mejor Residencial Sostenible de Lujo' y mejor 'Residencial Sostenible' (sostenibilidad) de los International Property Awards 2024, por el Jade Tower (Fuengirola).[12]
- Premio al mejor 'Hogar Inteligente' (diseño residencial) de los International Property Awards 2024, por el Jade Tower (Fuengirola).[12]
- HCP se incluyó en la lista de World Architecture 100 de Building Design, para reconocer los cien mejores estudios de arquitectura del mundo.[8][13][14]